# 황웨이더
황웨이더(중국어: 黄维德, 한자음: 황유덕, Victor Huang, 1971년 10월 21일 ~ )는 중화인민공화국의 가수, 배우, 영화배우, 텔레비전 배우이다.
타이베이시에서 태어났다.

## 방송
- 반공특전대지엽영
- 삼국 : 주유
- 랑야방 : 소경환
- 영불퇴색적가원
- 단신여왕
- 유성호접검 : 자객
- 개봉부전기 : 포증